# Unió de Comunistes d'Ucraïna
La Unió de Comunistes d'Ucraïna (rus: Союз коммунистов Украины, ucraïnès: Союз комуністів України, abreujat СКУ o SKU) és un partit comunista ucraïnès marxista-leninista. El maig de 2015 va entrar en vigor un conjunt de noves lleis anticomunistes, que prohibien al Partit participar en la política electoral, així com la ideologia o simbologia comunista. Membre del PCUS d'Oleg Xenin i de la Iniciativa de Partits Comunistes i Obrers.

## Història
La conferència fundacional de la Unió de Comunistes es va celebrar el desembre de 1992, i es va registrar a les autoritats ucraïneses el març de 1993. El 12 de març de 1993 afirmava tenir 2.000 membres en 13 oblasts. Yurii Solomati es va registrar com a líder de l'organització. El principal reducte del partit ha estat Luhansk. Inicialment, molts membres del partit també estaven afiliats al Partit Comunista d'Ucraïna (KPU), encara que el KPU aviat va començar a purgar els elements dissidents. Mentre la influència de la Unió de Comunistes va disminuir, va actuar com a competidora del KPU al sud-est d'Ucraïna en una fase inicial.
Al 23è congrés del Partit Comunista de la Unió Soviètica celebrat el març de 1993, la Unió de Comunistes s'inclou com a membre associatiu. Considerant-se com l'hereu legítim del PCUS, la Unió de Comunistes va exigir la devolució dels béns del Partit confiscats per l'estat ucraïnès. L'organització va demanar la reconstrucció de la Unió Soviètica.
La Unió de Comunistes va començar a publicar la revista teòrica Marksizm i sovremennost' (Марксизм и современность, 'Marxisme i modernitat') de Kíev el 1995. Políticament està a prop del Partit Comunista Obrer Rus, amb molta gent (inclòs Yabrova) amb afiliació doble.
El juny de 2022, el partit va emetre una declaració condemnant la invasió russa d'Ucraïna com a xoc "imperialista", cridant a "convertir la guerra imperialista en una guerra de classes contra el poder del capital i per la revolució comunista".